# Чёрный (приток Онигмы)
Чёрный — ручей в России, протекает по территории Поповпорожского сельского поселения Сегежского района Республики Карелии. Длина ручья — 19 км.
Ручей берёт начало из озера Оленье-Лампи на высоте 122,8 м над уровнем моря.
Течёт преимущественно в юго-восточном направлении по заболоченной местности. В верхнем течении протекает через озеро Педармилампи.
Ручей в общей сложности имеет три притока суммарной длиной 2,0 км.
Втекает на высоте ниже 102,0 м над уровнем моря в реку Онигму, втекающую в Ондское водохранилище. Через последнее протекает река Онда, впадающая в Нижний Выг.
Населённые пункты на ручье отсутствуют.
Код объекта в государственном водном реестре — 02020001312202000006472.

## Фотографии
|  |  |